# 吉野城 (尾張国)
吉野城（よしのじょう）は、愛知県名古屋市にあった日本の城（平城）。

## 概要
吉野城は御所屋敷付近に存在した。吉野右馬允の妻善光上人（日秀妙光）は、現在の愛知県名古屋市熱田区にある誓願寺の開祖である。 

## 現在の状況
現在は住宅地になっており、何も残っていない。

## 所在地
愛知県名古屋市昭和区御器所三丁目